# 中根徹
中根 徹（なかね とおる、1957年11月6日 - ）は、日本の俳優。声優。東京都出身。所属事務所は青二プロダクション。

## 略歴
- 早稲田大学第一文学部卒業[4]。1975年 - 1977年 - 早稲田大学演劇研究会所属[4][6]
- 1978年 - 1979年 - ミスタースリムカンパニー在籍[4][6]
- 1980年 - 1981年 - 勝アカデミー4期卒業[4][6]
- 1984年 - 1985年 - ズームアップ賞・主演男優賞受賞[3]
- ライフワーク企画[7]、ツインズ[8]、イイジマルーム[6]、B-Box[9]を経て、2017年 - 所属してきたオーケープロダクション[4]の事業停止に伴いノースプロダクション[4]に移籍。
- 2018年8月1日 - 青二プロダクションに所属[10]。

## 人物
数多くのテレビドラマや映画に出演している。
声優としても活動しており、主に吹き替えに出演している。
趣味は野球、水泳、ダイビング、バスケットボール。特技は大工仕事。
資格・免許は普通自動車免許、中型二輪免許、ダイビング免許。

## 出演（俳優）

### テレビドラマ

#### NHK
- 連続テレビ小説
  - あぐり
  - すずらん
- 大河ドラマシリーズ
  - 八代将軍 吉宗（1995年） - 家臣 役
  - 利家とまつ〜加賀百万石物語〜（2002年） - 本多正信 役
  - 武蔵 MUSASHI（2003年） - 池田家の家臣 役
- 土曜ドラマ
  - フルスイング
  - 今ここにある危機とぼくの好感度について 第2話（2021年）
- ツレがうつになりまして。（2009年） - 担当部長

#### 日本テレビ
- 警視-K （1980年）
  - 第9話「オワリの日」 - ディスコ客 役
  - 第12話「ディス・イズ・ファミリー」 - 革ジャン4人組の一人・ボッキ 役
- のン姉ちゃん・200W
- 刑事物語'85 第4話
- 刑事貴族シリーズ
  - 刑事貴族 第26話「宮本課長の災難」（1990年） - 田所洋二 役
  - 刑事貴族2 第5話「顔のない目撃者」（1991年） - 内海春彦 役
  - 刑事貴族3 第12話「約束」（1992年）
- 火曜サスペンス劇場
  - 「朝比奈周平ミステリー4 木曽路殺人事件」（1992年） - 建築士・畑山悟 役
  - 「女検事・霞夕子11」
  - 「小京都ミステリー28 長崎ビードロ殺人事件」（2000年） - 大浦警察署 刑事 榎本 役
  - 「警視庁鑑識班15 幼児誘拐が暴く女の悲しい嘘」（2002年） - 特殊班 刑事 村川 役
  - 「弁護士・朝日岳之助23 声なき声」（2005年） - 検事 役
  - 「軽井沢ミステリー」 - 医師 役
    - 「6 巣立ち」（2004年）
    - 「7 巣づくり」（2005年）

  - 「屋形船の女3 隅田川を染める花火の競演に潜む殺意」（2004年） - 晴海警察署 刑事 沢田 役
- 最後の弁護人（2003年） - 川上昭雄 役
- ごくせん 第3シリーズ 第11話（2008年） - 保護者 役

#### TBS
- 世紀末!男コンパニオン物語（月曜ドラマSP）
- 鬼首殺人事件（月曜ミステリー）
- 青が散る
- 失われた過去（愛の劇場）
- 私、味方です
- となりの女
- 幕末青春グラフィティー・福沢諭吉
- ぼくが地球を救う（2001年） - 川口医師 役
- QUIZ（2000年） - 辻希一 役
- 催眠
- エ・アロール
- サラリーマン金太郎4
- 3年B組金八先生
- GOOD LUCK!!（2003年）最終回 - 勝田機長 役
- Mの悲劇
- 緋の十字架（2005年） - 五藤隆彦中尉 役
- 特命!刑事どん亀（2006年）
- 弁護士のくず（2006年） - 遠山辰夫 役
- コスメの魔法 Season2（2005年） - 城島健一 役
- 水戸黄門 第38部 第4話「人形一座に春が来た」（2008年） - 洞碩 役
- そうか、もう君はいないのか
- JIN-仁- 第4話 - 医師 役
- 温泉へGo!（2008年） - 並木滋 役
- BLOODY MONDAY（2008年） - 大杉健一 役
- ヤマトナデシコ七変化（2010年） - 高野昇平 役
- ハンチョウ〜神南署安積班〜（2010年） - 山崎康介 役
- 私は屈しない〜特捜検察と戦った女性官僚と家族の465日（2010年） - 大橋誠 役
- とんび（2013年）
- 夜のせんせい（2014年） - 長沼誠二 役
- 天皇の料理番（2015年）
- 月曜ドラマスペシャル
  - 「浅見光彦シリーズ5 城崎殺人事件」（1995年） - 兵庫県警 城崎東警察署 吉川刑事 役
  - 「痛快!バツイチ・トリオ 女だけの便利屋事件簿1」（1998年） - 黒沼武 役
  - 「税務調査官・窓際太郎の事件簿2」（1999年） - 田丸健治 役
  - 「宗像教授シリーズ1」（2000年） - 斎藤茂雄 役
  - 「棟居刑事シリーズ1」（2001年） - 水島警部補 役
- 月曜ミステリー劇場
  - 「十津川警部シリーズ24 伊豆の海に消えた女」（2002年） - 設楽刑事 役
  - 「真実を追う男1」（2002年） - 近藤医師 役
  - 「告発弁護士シリーズ4」（2003年） - 上原東吾 役
  - 「自治会長・糸井緋芽子社宅の事件簿3」（2003年） - 那須刑事 役
  - 「血痕 警科研・湯川愛子の鑑定ファイル1」（2004年） - 藤井刑事 役
  - 「棟居刑事シリーズ3」（2004年） - 松川忠志 役
  - 「財務捜査官 雨宮瑠璃子1」（2004年） - 景山正夫 役
  - 「万引きGメン・二階堂雪13」（2005年） - 合田友男 役
  - 「税務調査官・窓際太郎の事件簿12」（2005年） - 警視庁捜査一課3係 加藤刑事 役
- 月曜ゴールデン
  - 「駅弁刑事・神保徳之助」（2007年 - 2017年） - 魚住義人 役
  - 「十津川警部シリーズ38 愛と悲しみの墓標」（2007年） - ドリームプロジェクト 社長 前島 役
  - 「占い師みすず 事件は運命の彼方に3」（2008年） - 門脇勇作 役
  - 「量刑」（2009年） - 小此木安昌 役
  - 「警視庁南平班〜七人の刑事〜1」（2009年） - 山崎秀彦 役
  - 「女取調官1」（2011年） - 一柳教授 役
  - 「世田谷駐在刑事」（2012年 - 2015年） - 沢村篤 役
- 日曜ドラマ 集団左遷!! 第1話（2019年） - 三友銀行人事部・田貫 役
- 日曜劇場 御上先生 最終話（2025年3月23日）- 高見の父親 役

#### フジテレビ
- 金曜女のドラマスペシャル
  - 「寝台特急はやぶさの女」（1987年）
- 刑事で悪いか（金曜エンタテイメント）
- 女弁護士水島由里子の危険な事件ファイル2（金曜エンタテイメント）
- ざけんなヨ!!6
- 3番テーブルの客
- 上品ドライバー9
- 救命病棟24時 第1シリーズ 2話
- 古畑任三郎 第3シーズン「絶対音感殺人事件」（1999年5月18日、フジテレビ系）
- アフリカの夜 第10話（1999年6月17日、フジテレビ）
- 美女か野獣 9話 視聴率の解析担当者 役
- 恋愛結婚の法則
- らせん
- BRAND
- 私を旅館に連れてって
- 恋するトップレディ
- ダイヤモンドガール
- Dr.コトー診療所 第1期 第3話 - 高村 役
- 白い巨塔
- 9・11
- 2H
- 人間の証明
- 踊る大捜査線（1997年） - 益本警部補 役
- 踊る大捜査線 秋の犯罪撲滅スペシャル（1998年） - 益本警部補 役
- 恋ノチカラ 第6話（2002年2月14日）
- 僕と彼女と彼女の生きる道（2004年） - 原口幸治 役
- 恋におちたら〜僕の成功の秘密〜（2005年） - 五十嵐智哉 役
- 海猿（2005年） - 大友信士 役
- 踊るレジェンドSP 逃亡者 木島丈一郎（2005年） - 益本警部補 役
- 薔薇のない花屋（2008年） - 相馬冬彦 役
- トライアングル（2009年）
- 不毛地帯（2009年） - 武田部長 役
- 絶対零度〜未解決事件特命捜査〜（2010年） - 本谷拓郎 役
- パーフェクト・リポート（2010年） - 佐伯良二 役
- 世にも奇妙な物語
  - 「輪廻の村」（2009年） - 小野寺編集長 役
- 金曜エンタテイメント
  - 「果つる底なき」（2000年2月11日）
  - 「恐妻家探偵の事件帖 殺しのレシピ」（2000年10月20日）
  - 「着物デザイナー 黛涼子の推理紀行3」（2002年） - 小松刑事 役
  - 「音の犯罪捜査官・響奈津子5」（2002年） - 北川晋介 役
  - 「浅見光彦シリーズ17」（2003年） - 石坂修 役
  - 「津軽海峡ミステリー航路3」（2004年） - 黒木刑事 役
- チーム・バチスタ2 ジェネラル・ルージュの凱旋（2010年） - 和泉正行 役
- 美しい隣人（2011年） - 弁護士 役
- 真夏の薔薇
- 幸せづくり
- 運命の森（1994年4月-7月） - 世良 役
- 愛の天使
- 魅せられて
- 緋の稜線
- 愛の流星
- 女優・杏子
- 運命の日〜ラッシュアワーの悪夢（日曜SPドラマ）
- 緋の十字架（2005年） - 五藤隆彦 役
- 花嫁のれん（2010年）
- 金曜プレステージ
  - 「名司会者・寿鶴子 殺人スピーチ3」（2007年） - 徳丸真一郎 役
  - 「警部補・佐々木丈太郎6」（2013年） - 佐藤修一 役
  - 「十津川捜査班8」（2014年） - 八木明夫 役
  - 「検事・霞夕子7 死人に口あり」（2014年） - 民自党 代議士 葵圭作（井田國彦）の 第一秘書 清水安裕 役
- 119エマージェンシーコール 第9話・最終話（2025年） - 通報者の声

#### テレビ朝日
- みんなイッショ!（ネオドラマ）
- 往診ドクター事件カルテ
- はみだし刑事情熱系PART1第1話 「広域殺人! 偽証の女」（1996年10月16日） - 大久保 役
- ガラスの仮面 第4話「紫のバラの人! 命がけのヒロイン」（1997年7月28日）
- はみだし刑事情熱系PART2第7話 「結婚サギ殺人の女」（1997年11月26日） - 辰野光男弁護士 役
- はみだし刑事情熱系PART3第9話 「凶弾の記憶喪失! 男と女、涙の逃避行…」（1998年12月2日） - 梅田五郎 役
- 科捜研の女（1999年） - 梶田真也 役
- はぐれ刑事純情派（2000年） - 布施真二 役
- はみだし刑事情熱系PART5第16話 「婚約指輪と涙の取調室! 逃走した人質!?」（2001年1月31日） - 安達祐平 役
- 科捜研の女（2002年） - 岸野明夫 役
- 仮面ライダーアギト（2001年 - 2002年） - 風谷伸幸 役
- 相棒 season1 第6話「死んだ詐欺師と女美術館長の指紋」（2002年） - 警視庁捜査二課 刑事 太田 役
- はぐれ刑事純情派（2002年） - 田宮吾郎 役
- はみだし刑事情熱系PART6第19話 「妻殺しトリックの謎 まだ見ぬ子への誓い」（2002年2月20日） - 片桐 役
- はみだし刑事情熱系PART8第5話 「折り鶴の涙 奪われた娘の未来…」（2004年5月12日） - 岩瀬 役
- 黒革の手帖（2004年） - 甲田マネージャー
- 眠れぬ夜を抱いて
- サトラレ
- 子連れ狼2
- ああ探偵事務所
- PS-羅生門-
- 京都地検の女 第3シリーズ第4話
- 警視庁捜査一課9係（2007年） - 吉住紘
- ホテリアー (日本版)（2007年） - 藤田徹
- 7人の女弁護士（2008年）
- その男、副署長（2009年） - 喜多川刑事
- おみやさん（2009年） - 牧村茂
- 科捜研の女（2010年）
- 京都地検の女（2010年） - 谷検事
- 土曜ワイド劇場
  - 「新・女弁護士 朝吹里矢子7」（2000年）
  - 「松本清張の証言」（2004年）
  - 「事件10」
  - 「牟田刑事官VS終着駅の牛尾刑事そして事件記者冴子4」（2004年） - 宇賀神基彦
  - 「おかしな刑事2」（2005年） - 小野寺刑事
  - 「検事・朝日奈耀子3」（2005年） - 石塚真一
  - 「混浴露天風呂連続殺人25」（2006年） - 津村圭介
  - 「キソウの女3」（2006年） - 後藤公安部長
  - 「鉄道捜査官8」（2007年） - 中本祐次
  - 「炎の警備隊長・五十嵐杜夫5」（2007年） - 村山雅彦
  - 「棟居刑事シリーズ2」（2007年） - 貝島達彦
  - 「デパート仕掛け人!天王寺珠美の殺人推理1」（2007年） - 倉本警部
  - 「交渉人 遠野麻衣子」（2010年） - 曽根広報課長
- 日曜ワイド
  - 「白い刑事」（2017年） - 清原検事
- フィッシャーマンズ・ブルース（2014年） - 部長

#### テレビ東京
- 忠臣蔵 瑤泉院の陰謀（2007年） - 山吉盛侍
- 秘書のカガミ（2008年） - 吉沢英彦
- Cafe吉祥寺で（2008年）
- マルホの女〜保険犯罪調査員〜（2014年） - 小野利也
- 女と愛とミステリー
  - 「特捜刑事・遠山怜子1」（2003年） - 塩谷剛夫
  - 「小樽運河殺人案内1」（2003年） - 山岡広明
  - 「信濃のコロンボ事件ファイル7」（2005年） - 今野課長
- 水曜ミステリー9
  - 「女かけこみ寺 刑事・大石水穂1」（2008年） - 鶴風浮喜助
  - 「ブランド刑事3」（2008年） - 丹波吾郎
  - 「シロクマ園長 命の事件簿2」（2008年） - 綿貫了一
  - 「捜査検事・近松茂道9」（2010年） - 葛西刑事

#### WOWOW
- 超人ウタダ（2009年） - 佐伯隆弘
- 誘拐（2009年8月2日）

### 映画
- RUNNIG is SEX 狼（1982年） - 少年
- 女教師 生徒の眼の前で（1982年） - 拓也
- 少女暴行事件 赤い靴（1983年） - オサム
- ぼくらの季節（1983年） - 桜井順平
- 真昼の切り裂き魔（1984年）
- ザ・緊縛（1984年）
- トルコの48時間（1984年） - 生沼慈郎
- 先生、私の体に火をつけないで（1984年）
- 下半身症候群（1984年） - 野口純次
- ニャンニャン娘（1984年） - 和男
- 痴漢通勤バス（1985年） - 俊藤喜一、俊藤秋夫
- ビルマの竪琴（1985年、東宝）
- 愛奴人形い・か・せ・て（1986年）
- とんねるず そろばんずく（1986年、東宝） - 所
- 幕末青春グラフィティ Ronin 坂本竜馬（1986年）
- 塀の中の懲りない面々（1987年）
- 契約妻の奴隷寝室 　バーストブレイン（1989年）
- 冴島奈緒　異常昂奮（1989年）
- 人妻　口いっぱいの欲情（1989年）
- バカヤロー!3 へんな奴ら（1990年）
- 痴漢電車 後ろから乗って!（1989年）
- 半裸本番 女子大生暴行篇（1990年）
- ぐしょ濡れ全身愛撫　BODY TOUCH（1990年）
- 痴漢電車 柔らかい肌（1990年）
- 過激本番ショー 異常者たちの夜（1990年）
- 不倫妻の性 快楽あさり（1992年）
- 痴漢通勤電車 OLたちの性（1993年）
- 新キラー・クロコダイル　赫い牙（1993年）
- 大江戸淫乱絵巻 復讐篇（1996年）
- 未亡人と女教師（1998年）
- アンラッキーモンキー（1998年）
- 聖職者の下半身 痴漢医師（1998年）
- 踊る大捜査線シリーズ（東宝）
  - 踊る大捜査線 THE MOVIE（1998年） - 本庁捜査員1
  - 踊る大捜査線 THE MOVIE 2 レインボーブリッジを封鎖せよ!（2003年） - 警視庁捜査一課捜査員
- 強奸監禁座敷牢（1999年）
- 女教師 痴漢電車 我慢できない女（1999年）
- I.K.U（2001年）
- ダブルス（2001年） - 匠コンサルタント社員
- サトラレ（2001年、東宝）
- 海猿 ウミザル（2004年、東宝） - 大友信士
- 恋愛小説（2004年） - 体育教師
- 252 生存者あり（2008年） - 国土交通省職員
- 交渉人 THE MOVIE タイムリミット高度10,000mの頭脳戦（2010年2月11日公開、東映） - 川野義直 役

### 舞台
- ACB、アシベ（日生劇場）
- きらら浮世伝（銀座セゾン劇場）
- 月蝕歌劇団、黙示録（本多組企画）

### CM
- ケンタッキーフライドチキン
- NTTドコモ北海道
- ハウス食品
- FedEx
- TKC全国会
- リコー

### Vシネマ
- 鉄砲玉ぴゅ〜2・ネオチンピラ（1991年、東映Vシネマ）
- こちら凡人組（1992年）
- 新キラー・クロコダイル 赫い牙（1993年） - 孝
- あ・キレた刑事（2001年）

## 出演（声優）

### 吹き替え

#### 映画（吹き替え）
- 怪しい彼女（パン・ヒョンチョル〈ソン・ドンイル〉）
- エルヴィス（ヴァーノン・プレスリー〈リチャード・ロクスバーグ〉）
- オーガストウォーズ
- オフロでGO!!!!! タイムマシンはジェット式2（ブレット〈クリスチャン・スレーター〉）
- オン・ザ・ハイウェイ その夜、86分（ガレス）
- クレイヴン・ザ・ハンター[11]
- ジャッジ 裁かれる判事
- ジャンゴ 繋がれざる者
- ステージド3 俺たちの舞台、もうおしまい!?（ニール・ゲイマン〈本人役〉）
- チャッピー
- トランスポーター イグニション（ユーリ〈ユーリ・コロコリニコフ〉）
- 闘魂先生 Mr.ネバーギブアップ
- ヒットマン:エージェント47
- ファントム/開戦前夜（セマク軍医〈ジェイソン・ベギー〉）
- フォーカス（マキューエン〈ロバート・テイラー〉）
- ブライド・ウエポン（ケイシー〈スティーヴン・ラング〉）
- ブルージャスミン（アル〈ルイ・C・K〉）
- ベイルート（カル・ライリー〈マーク・ペルグリノ〉）
- マネーモンスター（ウォルト・キャンビー〈ドミニク・ウェスト〉）
- マライアと失われた秘宝の謎（ウィル〈マイケル・シーン〉）
- レイジング・コップス（ビンセント〈ヴィニー・ジョーンズ〉）
- ロスト・エリア -真実と幻の出逢う森-（シェーン〈ジョン・ホークス〉）

#### ドラマ
- アフェア 情事の行方（ノア・ソロウェイ〈ドミニク・ウェスト〉）
- アンダーカバー・ボス5 社長潜入調査
- アウトランダー #12
- エレメンタリー2 ホームズ&ワトソン in NY（ジョン・クレイ、ダンテ・スカリス、ジェローム・トーマス）
- グレイス&フランキー（ジェイソン〈ジョー・モートン〉、ジェイコブ〈アーニー・ハドソン〉、パイロン、ドクター・ポール 他）
- グレイズ・アナトミー9 恋の解剖学
- glee/グリー シーズン5（ハリス教育長〈クリストファー・カズンズ〉）
- 刑事ロク　最後の心理戦（キム・テクロク〈イ・ソンミン〉）
- スーパーナチュラル シーズン10
- ストライクバック4:極秘ミッション #7 #8
- タイムレス #4（イアン・フレミング〈ショーン・マグワイア〉）
- タイム・アフター・タイム 〜H・G・ウェルズの冒険（グリフィン・モンロー〈ウィル・チェイス〉）
- ナース・ジャッキー4
- ナイトシフト 真夜中の救命医
- TOUCH/タッチ2
- デビアスなメイドたち（スペンス・ウェストモア〈グラント・ショウ〉）
- ハンニバル3（エイブル・ギデオン〈エディ・イザード〉）
- ハリウッド（ディック・サミュエルズ〈ジョー・マンテロ〉）
- ブラックライトニング（ピーター・ギャンビ〈ジェームズ・レマー〉）
- THE BRIDGE/ブリッジ #1 #2
- ボディ・オブ・プルーフ3 死体の証言（ダン・ラッセル検事補〈リチャード・バージ〉、モー・チルドス刑事〈ジュード・チコレッラ〉）
- PERSON of INTEREST 犯罪予知ユニット5 #5 #6
- マット・ルブランの元気か〜い?ハリウッド!（キャスター・ソット〈クリス・ディアマントポロス〉）
- レイ・ドノヴァン ザ・フィクサー

#### アニメ
- 陰謀論のオシゴト（JR・シャインポー）

### ラジオドラマ
- NHK-FM FMシアター
  - わたしは真悟（1991年）
  - ネオン-その造られし柔らかき乳房（1991年）
  - ラブ・メディシン（1992年）
  - ジュラシック・パーク（1993年）
  - 紅はこべ（1994年）
- 青山二丁目劇場
  - 崇徳院（2019年） - 床屋 役
  - あなたの人生、描きます（2021年） - 村上一也 役
  - 届かない想い（2022年） - 宮本慎一 役

### テレビアニメ
2006年
- NARUTO -ナルト-（フキの父）

2011年
- HUNTER×HUNTER（第2作）（観客、バショウ）

2012年
- NARUTO -ナルト- SD ロック・リーの青春フルパワー忍伝（中年ネジ）
- BTOOOM!（刑事部長）

2013年
- NARUTO -ナルト- 疾風伝（六道仙人〈九喇嘛の回想〉、初代土影）
- 銀河機攻隊 マジェスティックプリンス（大中華圏代表、ベラロシラム提督）

2019年
- ゲゲゲの鬼太郎（第6作）（五十嵐）

2020年
- ONE PIECE（2020年 - 2025年、ダイフゴー、ポンスキー）

2022年
- デジモンゴーストゲーム（重役、緑オボロモン）
- ラブオールプレー（主審）

2023年
- 魔術士オーフェンはぐれ旅 アーバンラマ編（ロッツ）
- 逃走中 グレートミッション（2023年 - 2024年、ガルーダル国王、老人）
- ちびまる子ちゃん（2023年 - 2025年、レモン農園のおじさん、北川館長）

2024年
- SHIBUYA♡HACHI（おじさん）
- 笑うレッドリスト（オオサンショウウオ）
- ドラゴンボールDAIMA（魔人）

### 劇場アニメ
- 鬼太郎誕生 ゲゲゲの謎（2023年）

### ゲーム
- コードギアス 反逆のルルーシュ LOST COLORS（2008年） - ブリタニア軍指揮官
- ゼノブレイド3（2022年）

### ドラマCD
- ワールドエンブリオ（2013年） - 電話（長老）※コミックス第10・11巻ドラマCD付き特装版[20]

### ボイスオーバー
- BS世界のドキュメンタリー「ミシシッピへの旅 分断国家アメリカのルーツ」（2022年、NHK-BSプレミアム）

### ナレーション
- 英雄たちの選択（NHK-BSプレミアム） 
  - 「追跡 子だくさん将軍の大名ファミリー化?計画」（2019年12月25日）
  - 「板垣退助“自由民権”の光と影」（2020年10月8日） - 板垣退助の声
- 日曜美術館「美を見つめ、美を届ける 奇想の系譜 辻惟雄」（2024年6月2日、NHK Eテレ）

### その他
- 名フィル・竹本泰蔵の永遠の名作映画、懐かしのメロディー「ローマの休日」（2023年3月19日、東海市芸術劇場） - ジョー・ブラッドレー（グレゴリー・ペック） 役